# Liliana Regalado
Liliana Alejandrina Regalado Cossío de Hurtado, más conocida como Liliana Regalado (Lima, 24 de marzo de 1946) es una historiadora y docente universitaria peruana. Sus investigaciones se han centrado principalmente en la historia andina prehispánica y colonial, específicamente el periodo de los llamados incas de Vilcabamba.

## Biografía
Hija de Humberto Regalado y Maria Judith Cossío. Tras culminar sus estudios escolares, ingresó a la Facultad de Letras de la Pontificia Universidad Católica del Perú (PUCP), donde se graduó de bachiller por la tesis «Los mitmaqkuna en el Tawantisuyu. Análisis casuístico» (1975); y de doctor por la tesis «La elite incaica frente a la crisis del Tawantisuyu» (1987).
Su actividad académica ha estado ligada a la PUCP, donde ha ejercido la docencia desde 1968. Ha sido Directora Académica de Investigación y Decana de la Facultad de Letras y Ciencias Humanas (1999-2002).
Es miembro de número de la Academia Nacional de la Historia (Perú).

## Publicaciones
Ha publicado los siguientes libros:
- Religión y evangelización en Vilcabamba (1572-1602) (1993)
- La sucesión incaica. Aproximación al mando y poder entre los incas a partir de la crónica de Betanzos (1993)
- El inca Titu Cusi Yupanqui y su tiempo (1997)
- El rostro actual de Clío. Historiografía contemporánea: Desarrollo, cuestiones y perspectivas (2002)
- Clío y Mnemósine. Estudios sobre historia, memoria e historia del tiempo reciente (2007) Premio Anual de Investigación PUCP 2007.
- Historiografía occidental. Un tránsito por los predios de Clío (2010).[5] Esta obra y las otras dos anteriores forman una trilogía en materia historiográfica, donde toca temas propios de la metodología, filosofía y teoría de la historia.[2]

Como editora:
- Una edición y estudio preliminar de la obra de Titu Cusi Yupanqui. La Instrucción al Licenciado Lope García de Castro (1992).
- Construyendo historias. Aportes para la historia hispanoamericana a partir de las crónicas (2005). En colaboración con Hidefuji Someda
- Sobre los incas (2011). En colaboración con Francisco Hernández Astete.
- Las crónicas coloniales. Fuentes para historias comparadas (2013).[6]

También ha publicado textos escolares sobre la Historia del Perú, en coautoría con Inés del Águila y Francisco Hernández (1998).
Sus trabajos han sido publicados en revistas especializadas como Histórica (1983, 1991) y en diversas compilaciones.